# Hoplorana vadoni
Hoplorana vadoni är en skalbaggsart som beskrevs av Stefan von Breuning 1957. Hoplorana vadoni ingår i släktet Hoplorana och familjen långhorningar.
Artens utbredningsområde är Madagaskar. Inga underarter finns listade i Catalogue of Life.